# Збройні сили Беніну
Збройні сили Беніну (фр. Forces armées béninoises) — сукупність військ Республікі Бенін, призначена для захисту свободи, незалежності і територіальної цілісності держави. Складаються з сухопутних військ, військово-морських сил та повітряних сил. 

## Загальні відомості
Протягом ряду років Збройні сили Бельгії ведуть активну програму співпраці з Беніном, пропонуючи навчання та інструктаж, передаючи зайву військову техніку та використовуючи країну для обмежених військових навчань.

## Склад збройних сил

### Сухопутні війська
Станом на  2012, армія налічувала 4300 осіб. Вона включає 1 бронетанкову ескадру, 3 піхотних батальйони, 1 командос/десантний батальйон, 1 артилерійську батарею та 1 інженерний батальйон та 1 Національну пожежну команду.

#### Піхотна зброя
| Пістолет ТТ        | Радянський Союз | Напівавтоматичний пістолет      |                       |  |
| MAT-49             | Франція         | Пістолет-кулемет                |                       |  |
| АКМ                | Росія           | Штурмова гвинтівка              |                       |  |
| АК-47              | Росія           | Штурмова гвинтівка              | АК-103, АК-12, РПК-74 |  |
| Type 56            | КНР             | Штурмова гвинтівка              |                       |  |
| MAS-36             | Франція         | Болтова гвинтівка               |                       |  |
| СКС                | Радянський Союз | Напівавтоматична гвинтівка      |                       |  |
| MAS-49             | Франція         | Напівавтоматична гвинтівка      |                       |  |
| АА-52              | Франція         | Кулемет загального призначення  |                       |  |
| Кулемет Дегтярьова | Радянський Союз | Кулемет загального призначення  | РП-46                 |  |
| РКД                | Радянський Союз | Кулемет загального призначення  |                       |  |
| ДШК                | Радянський Союз | Кулемет загального призначення  |                       |  |
| M2 Browning        | США             | Кулемет загального призначення  | M2HB, M2HB-QCB        |  |
| РПГ-7              | Радянський Союз | Ручний протитанковий гранатомет |                       |  |

#### Важка зброя

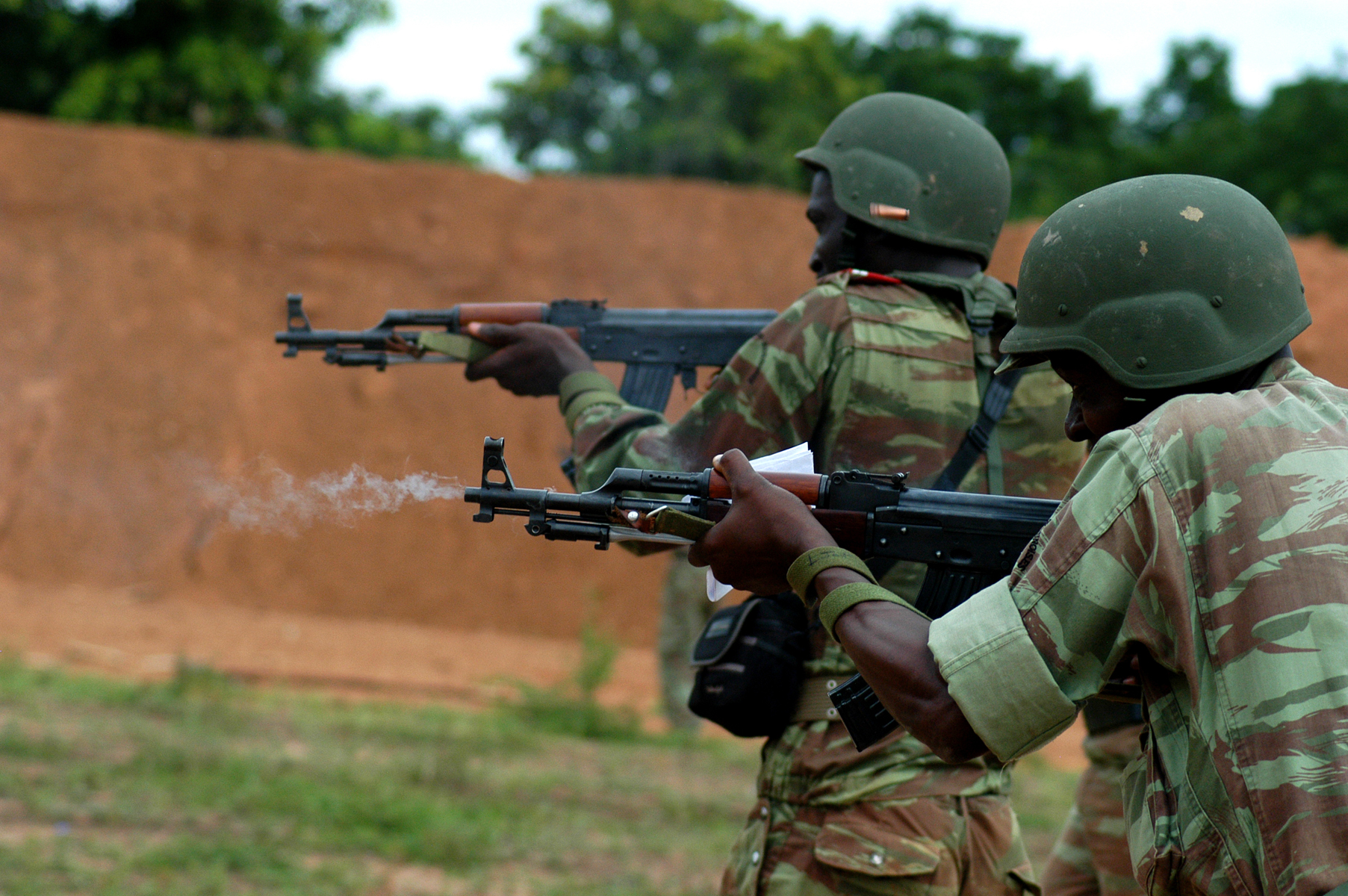
Бенінські солдати, які тренуються з Type 56.

| Назва                    | Походження               | Тип                      | На озброєнні             | Нотатки                             |                          |                          |
| Броньовані бойові машини | Броньовані бойові машини | Броньовані бойові машини | Броньовані бойові машини | Броньовані бойові машини            | Броньовані бойові машини | Броньовані бойові машини |
| ------------------------ | ------------------------ | ------------------------ | ------------------------ | ----------------------------------- | ------------------------ | ------------------------ |
| ПТ-76                    | Радянський Союз          | Легкий танк              | 18                       |                                     |                          |                          |
| M8 Greyhound             | США                      | Протитанкова машина      | 7                        |                                     |                          |                          |
| Eland-90                 | Південна Африка          | Бронеавтомобіль          | 3                        | забезпечена французькою підготовкою |                          |                          |
| Panhard VBL              | Франція                  | Бронеавтомобіль          | 10                       |                                     |                          |                          |
| БРДМ-2                   | Радянський Союз          | Бронеавтомобіль          | 14                       |                                     |                          |                          |
| Casspir 2000             | Південна Африка          | Бронетранспортер         |                          | 10 на замовлення                    |                          |                          |
| M113                     | США                      | Бронетранспортер         | 18                       |                                     |                          |                          |
| Артилерія                |                          |                          |                          |                                     |                          |                          |
| L118                     | Сполучене Королівство    | Гармата                  | 12                       |                                     |                          |                          |
| M101                     | США                      | Гармата                  | 4                        |                                     |                          |                          |

### Військово-морські сили
Станом на 2012 рік військово-морський флот налічував близько 200 осіб. Він керує двома колишніми китайськими патрульними катерами, які отримали позначення клас Matelot Brice Kpomasse.

### Повітряні сили
Після здобуття незалежності від Франції в 1960 році військово-повітряні сили Беніну були оснащені сімома французькими Douglas C-47, чотирма MH.1521 Broussard і двома Agusta-Bell 47G. Два F-27 надійшли на озброєння в 1978 році для виконання транспортних функцій, а потім були передані Air Benin. Також в ту ж епоху були придбані дві Ан-26. Наприкінці 1985 року два Dornier Do-28 надійшли на озброєння, щоб замінити C-47. Одномісний DHC-6 Twin Otter був придбаний в 1989 році.
За даними журналу FlightGlobal, станом на 2020 рік, на озброєнні повітряних сил Беніну був 1 транспортний літак.
| Тип    | Виробництво | Призначення        | Кількість | Примітки |        |
| Літаки | Літаки      | Літаки             | Літаки    | Літаки   | Літаки |
| ------ | ----------- | ------------------ | --------- | -------- | ------ |
| DHC-6  | Канада      | транспортний літак | 1         |          |        |

Розпізнавальний знак
Знак на кіль